# José María de Letona
José María de Letona (1799–1832) fue gobernador del estado mexicano Coahuila y Texas en 1831 y 1832.

## Biografía
Letona nació en 1799. Durante mucho tiempo ejerció como abogado hasta que se unió a la revuelta provocada por Miguel Hidalgo y Costilla con el fin de mejorar las condiciones sociales de los obreros y abolir la esclavitud. Si bien, colaboró en la revuelta siguiendo órdenes del Gen. Mariano Jiménez. Posteriormente a la revuelta, ejerció como asesor jurídico. Establecido en Saltillo, formó parte de la junta gubernativa de la ciudad que proclamó el llamado Plan de Iguala, defendiendo así la independencia de México.
Aunque fue nombrado gobernador de Coahuila y Texas en enero de 1831, no ocupó oficialmente el cargo hasta el 5 de abril de ese año. Sin embargo, esta etapa gubernativa fue breve, pues terminó el 28 de ese mismo mes, siendo sucedido por José Rafael Eça y Múzquiz. Sin embargo, no pasaría mucho tiempo antes de regresar al cargo de gobernador, pues el 10 de mayo del mismo año (1831) asumió de nuevo el cargo, que mantuvo hasta septiembre del año siguiente. 
Durante su doble administración en Coahuila y Texas, Letona orientó sus políticas a asuntos vinculados con la posesión de tierras de los habitantes del estado. El abogado saltillense desconfió de la Ley del 6 de abril de 1830, la cual cancelaba o limitaba el asentamiento de estadounidenses en el estado y la importación de esclavos, defendiendo que era ajena a la constitución por lo que envió a Texas al comisionado de tierras José Francisco Madero para que investigara sobre las titulaciones de dichas propiedades que habían sido entregadas a los colonos de la ciudad de Trinidad. Madero midió y entregó tierras a sus residentes. 
Letona también tuvo en cuenta las tierras que los amerindios cherokees estaban demandando como parte de sus propiedades originales.
Sin embargo, Letona no pudo terminar su gobernación, pues falleció en Saltillo el 18 de septiembre de 1832, siendo reemplazado por el vicegobernador Juan Martín Veramendi.